# Vintage Photo Festival
Vintage Photo Festival — международный фестиваль любителей аналоговой фотографии, ежегодное культурное мероприятие, организуемое в Быдгоще Фондом «Фотографистка». Впервые он был проведен в 2015 году из страсти к традиционной фотографии и убеждения, что старые фотографические техники переживают ренессанс. Несмотря на великую революцию и эволюцию в области цифровой фотографии, очевидно возвращение или даже возрождение традиционной, так называемой, аналоговой фотографии. Фотоаппараты на пленку снова используются, что подтверждается наблюдениями производителей фотопленок, таких как Kodak, которые в последние годы восстановили производство нескольких типов негативных пленок, когда-то снятых с продажи. В результате все более молодые фотографы средством выражения своих замыслов делают, так называемую, аналоговую фотографию.
Идея фестиваля основана на богатых фотографических традициях Быдгоща, где еще до 90-х гг. XX века работала вторая по величине в стране фабрика по производству фотографических материалов «Фотон». На основе этого культурного наследия инициатор мероприятия Катажина Генбаровска организовала предшествующий фестивалю ивент, посвященный традиционной фотографии, сильной стороной которого стала современная образовательно-анимационная платформа. Целью фестиваля является популяризация традиционной фотографии и презентация актуальных тенденций в этой отрасли. Каждый раз проведение фестиваля изобилует множеством выставок, встреч с авторами, семинаров, показов фильмов, концертов и других сопутствующих мероприятий.
Существенным пунктом фестиваля является конкурс Vintage Grand Prix. Его цель — отбор самых интересных проектов, ежегодно присылаемых со всего мира. Конкурс имеет открытый характер. Отправлять работы фонд приглашает как профессиональных фотографов, так и студентов и выпускников художественных школ, любителей, фрилансеров. Фотографии, представленные на конкурс, должны быть сделаны традиционными техниками: фотопленка, фотопластинка, Полароид, камера-обскура, дагеротипия, амбротипия, калотипия, цианотипия и другие. В состав жюри входят директор фестиваля Катажина Генбаровска, Адам Мазур, Мария Тереза Сальват и Павел Жак.
Главным партнером мероприятия является Куявско-Поморское воеводство. Фестиваль софинансируется из бюджета Министерства культуры и национального наследия, управления города Быдгощ и маршальского управления в Торуне.

## История

### Vintage Photo Festival 2015

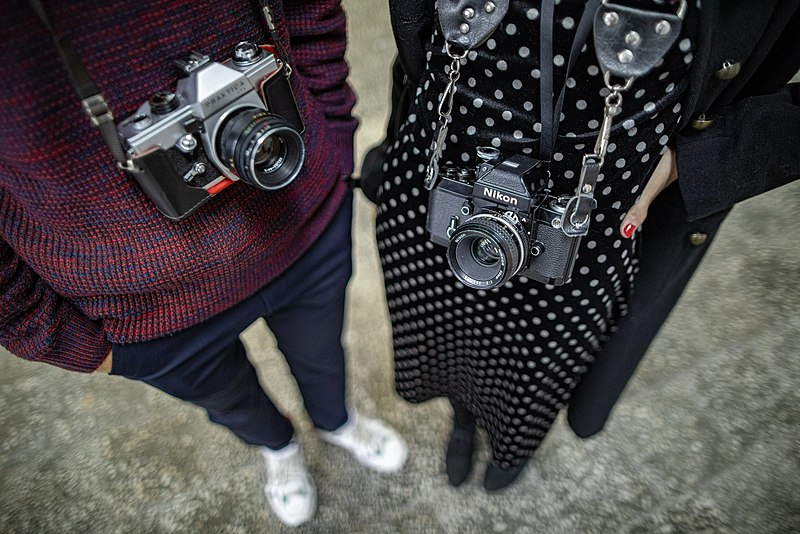
Материалы для прессы Vintage Photo Festival

На первом фестивале организаторы сосредоточились на человеческой телесности. Анна Гжелевска представила выставку «Julia Wannabe», показывающую детство, его тяготы и период становления молодым взрослым. Картине детства решила присмотреться также Евгения Максимова, представляя выставку «Associated Nostalgia». Многие ее детские воспоминания связаны с китчем, иногда с трудом принимаемым, но для многих также неприхотливым и изящным. Автор считает свою работу чем-то вроде противоядия от типичных историй о болгарском регионе, в котором она выросла. Мотив телесности был также сильно обозначен в выставке Евы Рубинштейн «Автопортрет», куратором которой была Катажина Генбаровска. Автор считает, что каждая фотография является своего рода автопортретом, и именно это показывают ее работы.
Кроме того, на фестивале можно было посмотреть выставку Войцеха Пражмовского «Милош. Здешний», представляющую места, связанные с жизнью и творчеством Чеслава Милоша. Выставка была воображаемой прогулкой по важным для Мастера местам в Польше и Литве, пронизывающим культурам.
Автор Марья Пириля в своем цикле «Interior/Exterior» представила технику камера-обскура. В свою очередь, Ханна Замельска представила коллодионный процесс.
Лауреаткой первой степени конкурса Vintage Grand Prix стала Анита Анджеевска. «Не спеша» — это цикл десятков черно-белых фотографий, которые были сняты во время нескольких поездок фотографа в Мьянму. Благодаря фотографии она пытается глубже
и более лично проникнуть в дух этого места и создать универсальную историю о людях, пейзажах и объектах. Второе место заняла Мажена Коляж. «ALL». Награжденные фотографии она сняла в технике амбротипии. Третье место занял классический черно-белый репортаж Петра Тесьли.

### Vintage Photo Festival 2016

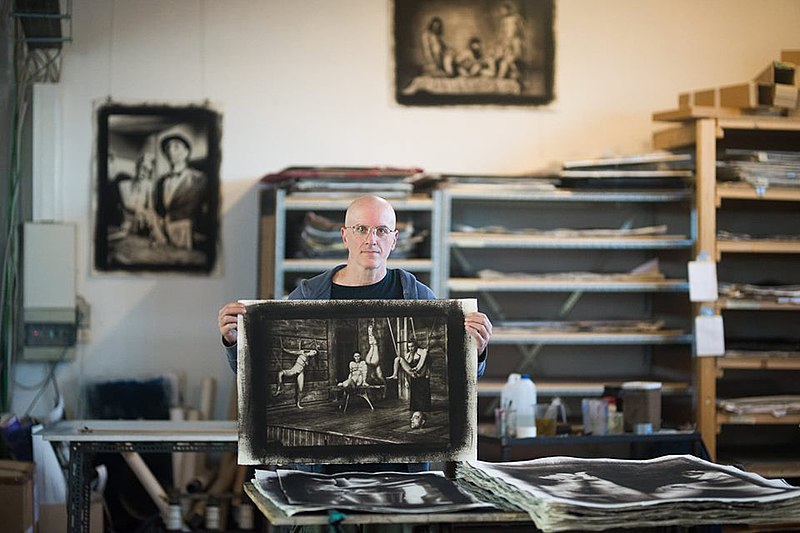
Материалы для прессы Vintage Photo Festival

На втором фестивале был виден мотив возвращения к корням и связанной с ним меланхолии. В выставочном пространстве были представлены, в частности, работы мастера фотографии Тадеуша Рольке. На выставке «Бариты» были представлены фотографии, представляющие обзор разных лет творчества художника, с конца 50-х до второй половины 80-х годов. Отправной точкой для выставки Эми Френд «Dare Alla Luce» стали найденные анонимные старинные фотографии. Фотограф посредством манипуляции светом придала метафорический смысл старым фотографиям. Архивные фотографии были также отправной точкой для проекта Анеты Гжешиковской «Negative Book». Фотограф запечатлела на ряде фотографий свое тело традиционной аналоговой техникой, раскрасив их в черный цвет, чтобы в результате получить на негативе фотографии свой ясный позитивный портрет.
По словам Эммануэля Левинаса, лицо никогда не может быть полностью охарактеризовано, никогда полностью представлено. Это нечто бесконечное, неопределенное, разрушающее единство и покой нашего мира. Именно так была анонсирована выставка Филиппа Чвика «12 лиц».
Первое место на конкурсе Vintage Grand Prix 2016 завоевала Изабелла Понятовска. Ее проект «Лики» (польс. «Poczet»), выполненный в технике фотографии без камеры, представляет собой современную интерпретацию традиционных ликов святых. Второе место заняла Марцеля Паняк. Ее цикл архивных семейных фотографий под названием «Семейные истории» ставит вопрос: «Возможно ли реконструировать свою историю на основе просмотра семейных фотографий и общения с членами семьи?» Третье место досталось Мальвине Адашек и ее циклу полароидных фотографий под названием «Dreamland». Фотограф хотела запечатлеть утраченную атмосферу юных лет жизни, когда ее интересы вращались вокруг ощущения гармонии с природой, тоски по простой жизни, лишенной забот. Почетными наградами были награждены также Павел Беджицки, Миндаугас Габренас и Агнешка Пясецка.

### Vintage Photo Festiwal 2017
Темой третьего фестиваля Vintage Photo Festival были техники получения цвета раньше и сегодня. В 1907 году братья Люмьер запатентовали технику автохромов, то есть первый метод получения цветной фотографии на стеклянной пластине в форме позитива. Во время фестиваля была представлена коллекция автохромов Тадеуша Жонца, краковского фотографа и предпринимателя, сделанных в 1910—1920 годах.
Голландская фотограф Санн де Вилде, в свою очередь, представила проект «The Island of the Colorblind», реализованный в 2015 году на двух островах в Микронезии в штате Понпеи, населенных людьми в наследственным заболеванием ахтоматопсией (полная цветовая слепота). Художница, используя различные фотографические приемы (в частности, инфракрасную фотографию, ручную окраску фотографий) стремилась приблизить аудитории мир людей, не видящих цвета.
Еще один подход к цвету продемонстрировал Пшемек Дзенис. В своем проекте «Pureview» он заново создал определение фотографии как рисование светом, которое популяризировал один из ее пионеров — Талбот. Самым важным в его проекте был сам цвет в столкновении с пейзажем. Цвет пейзажа, полученный авторской техникой, был также главным девизом выставки Терезы Гержиньской «Настроения», куратором которой была Катажина Генбаровска. Художница представила на ней никогда еще не публикованные цветные фотографии, снимаемые с 1984 года.
Лауреатом первой степени конкурса Vintage Grand Prix 2017 стал Томаш Ковальчик и его проект «Deserted land». Второе место занял Томаш Левандовски с циклом черно-белых фотографий под названием «Аушвиц — ultima ratio эры модернизма». Третье место заняла Агата Ярчиньска с циклом цветных фотографий, сделанных на фотопленке, под названием «Saudade». Почетные награды получили Катажина Михальска и Иоанна Боровец.

### Vintage Pgoto Festival 2018

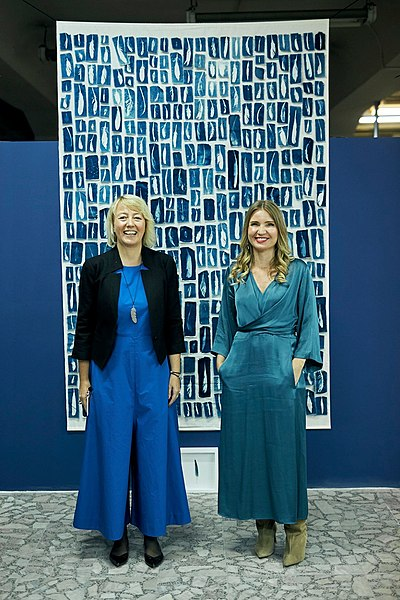
Материалы для прессы Vintage Photo Festival

Темой четвертого фестиваля стал девиз «Женщина перед и за объективом» в связи с установленным Сеймом РП 2018-го года Годом женщин. Обращаясь к лейтмотиву, Vintage Photo Festival первым в мире выставил найденные на чердаке в Санкт-Петербурге черно-белые негативы Маши Ивашинцовой — провозглашенной русской Вивиан Майер. Куратором выставки была Катажина Генбаровска и Маша Галлерис. Гостем фестиваля была также Аруна Каневаскини со своим проектом под названием «Villa Argentina». В этом творческом одиночестве à deux художница поднимает вопросы одомашнивания, женственности и миграции.
Проект Эрика Шуетта под названием «Деревенские королевы», ставит целью портретное представление пожилых женщин в традиционных народных нарядах, носимых каждый день по дому и во время особых мероприятий. Фотограф создал этнографический духом цикл портретов, открывающих дверь в ушедшую эпоху. В свою очередь, Шувэй Лю представил дух далекой северной провинции под названием «Childhood Revisited».
Выставка под названием «Давняя, современная, посмертная» из коллекции фотографий супругов Мадельских, куратором которой был Адам Мазур и Ариана Хекмат, была возможностью присмотреться к классическим фотоснимкам, запечатленным мастерами польской фотографии.
Выставка старых фотографий из фабрики «Фотон» сопровождалась премьерой книги под названием «Женщины „Фотона“» авторов Малгожаты Чиньской и Катажины Генбаровской. Репортаж представляет собой сопоставление устных историй с фотографиями из частных архивов героинь книги. Книга описывает фотохимическую промышленность, в которой нашли себе место женщины. На Фотохимической фабрике «Фотон» в Быдгоще большую часть персонала составляли женщины. Они создавали послевоенную легенду польской аналоговой фотографии, строили успех крупнейшего производителя бумаги для черно-белой и цветной фотографии. Женщины-химики, лаборантки, бухгалтеры досказали свою главу до официальной истории «Фотона». Они увлеченно рассказывали о выборе места работы, ситуациях женщин в промышленности, а также о любви и отношениях, завязавшихся в фотолабораториях.
Лауреаткой первой степени конкурса Vintage Grand Prix 2018 стала Полина Зомбек. «Вакуум» — это серия фотографий, рассказывающих о болезни Альцгеймера, выполненных в технике мокрого коллодиона. Второе место занял Петр Росиньски. Его проект «Энтропия, инерция, пустота» представляет собой серию фотографий, сделанных в технике цианотипии, демонстрирующих эстетическое видение мира автора. Третье место заняла Арианна Анкона. Проект «Четвертое побережье» представляет драму тысяч ливийцев, депортированных в 1911 году на остров Тремити во время итало-турецкой войны. Он включает в себя сканы архивных, печатных и окрашенных в зеленый цвет материалов, дабы почтить память и выразить уважение ливийским традициям. Почетными лауреатами стали Лукаш Шамалеки, Матей Иванишевски. Марек Ноневич получил специальную премию за выдающиеся достижения. На фестивале он показал проект «This is not Still Life» — цикл фотографий, реализованный в 2013—2016 годах.

### Vintage Photo Festival 2019

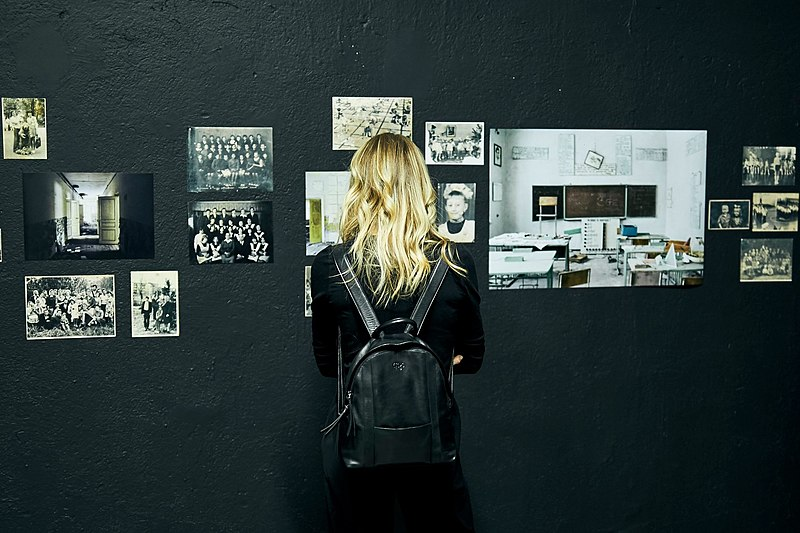
Материалы для прессы Vintage Photo Festival

На пятом фестивале Vintage Photo Festival были представлены выставки мировых и местных фотографов в контексте заданной темы, какой был фотографический архив. Тема ссылалась на текущую тенденцию к архивной фотографии. Как подчеркнула Марианна Отмяновска, тогдашний директор Национального цифрового архива «Продолжается погоня за следами прошлого». Отсюда акцент фестиваля был сделан на верникулярные фотографии, частные архивы и семейные фотоальбомы.
Рие Ямада — японская фотограф, поселившаяся в Берлине. В своем проекте под названием «Familie Werden» она забавным и абсурдным образом воссоздает семейные фотографии, воплощаясь в каждого члена семьи. Другой способ интерпретации семейного фотоальбома представляет Тереза Аннюк-Гуляк, обработав авторским образом цикл фотографий о своей покойной матери. Семейные фотоальбомы и верникулярные фотографии появились также на выставке под названием «Эрос и Танатос. Быдгошские пионерки профессиональной фотографии 1888—1945», куратором которой была Катажина Генбаровска. В свою очередь, Марцеля Паняк провела семинар, предназначенный для всех, кто интересуется архивной семейной фотографией и связанными с ней аспектами истории, памяти и идентичности.
Из фотографического архива ведущей семинар были отобраны фотографии выдающегося польского фотографа Богдана Конопки (1953—2019). В свою очередь, из архива Томаша Гудзоватого взят цикл под названием «Proof», состоящий из фотографий, первоначально считавшихся побочными продуктами процесса Polaroid Type 55.
Приглашенные художники провели многочисленные семинары и фотографические пленэры в городском пространстве, которые позволили показать ландшафтные достоинства Быдгоща. К сотрудничеству был приглашен художник, создающий мурали, с псевдонимом Sepc. Этот колумбийский художник придумал необычный способ уличной игры с фотографией, создавая мурали в негативе. Их эффект, то есть позитив, виден только после воспроизведения цветов в мобильном приложении. На мурали мы видим Ядвигу Шоперай, одну из пионеров профессиональной фотографии в Быдгоще. Торжественное открытие мурали состоялось в рамках фестивального пролога.
Лауреаткой первой степени конкурса Vintage Grand Prix 2019 стала Агнешка Грымович. Проект «Вне времени» — это выполненные в технике луксографии портреты близких художницы. Второе место досталось Каролю Шимковяку. Его проект «C’è sempre un tango» представляет воспоминания о дедушке фотографа, вдохновленные найденными нотами танго среди памятных вещей дедушки Владислава. Третье место в конкурсе досталось Игорю Терешкову. Его проект «Нефть и мох» представляет экологическую катастрофу в России. Проект — это фотографии, сделанные на 35-миллиметровой фотопленке, которую фотограф проявил с добавлением нефти из разливов в ХМАО, с целью материального изображения деградации окружающей среды региона. Почетную награду на этом фестивале получили: Селеста Ортис, Войцех Стернак и Адам Юшкевич.

### Vintage Photo Festival 2020
Темой шестого фестиваля Vintage Photo Festival стала «Свобода». Первоначально эта мысль возникла в связи с совпавшей в 2020 году 100-летней годовщиной возвращения Быдгоща в состав Польши. Позже, однако, началась пандемия COVID-19. Ввиду этого выставки, представленные в рамках шестого фестиваля, затронули тему свободы в разных контекстах, как освобождение от рабства, личную свободу, а также ту, связанную с изоляцией, физическим закрытием из-за пандемии.
Одной из фестивальных выставок стали «Лайкары». С двадцатых годов XX века на быдгощских улицах появился новый тип фотографа — уличный фотограф, названный лайкером. Как пишет в предисловии к фестивальной программе Малгожата Чиньска, «Вместо фотографий, позированных в ателье, искусственных и статичных, появилась естественность, сама жизнь. Фотографы вышли на улицы городов и увековечили жителей на ходу, на бегу, в спешке. Революция произошла благодаря малоформатному фотоаппарату Leica». Именно благодаря им мы знаем, как выглядела Быдгощ и ее жители в день обретения независимости.
Выставка Маши Святогор «Everybody dance!» собрала работы, возникшие вокруг размышлений фотографа об СССР и понятии «советский». Цикл работ был основан на фотографиях, найденных в номерах журнала «Советское фото», являющегося визуальным материалом советского правительства и используемого им для построения своего «церемониального» образа. Художница создает фотомонтажи вручную, намеренно отказываясь от цифровых технологий и тем самым вызывая метафору ткани истории. Маша буквально режет «ткань» — демонтирует официальные образы и использует их для создания собственных сюрреалистических, декоративных образов.
Другой контекст свободы можно было увидеть в работах иранской фотографа Пэрисы Аминолахи, являющихся фотозаписью жизни в двух очень разных в географическом и социальном смысле местах — Иране и Голландии. Свобода от ограничений, свобода, характеризующая жизнь в эмиграции, переплеталась с чувством ответственности за родителей, оставшихся в Иране.
Тему пандемии и карантина можно было найти в коллекции «Quarantine» автора Хана Цао, которая включала вышитые вручную маски, прикрепленные к старым фотографиям 1900—1940-х годов.
Лауреатом первой степени конкурса Vintage Grand Prix 2020 стал чилийский фотограф Марсело Арагонезе. Проект «Нити и свет» сочетает в себе аналоговую фотографию с текстильным эффектом в виде вышивки. Второе место досталось Катажине Крыньской. Третье место заняла Паз Оливарес Дрогетт, которая на цветной фотопленке отобразила поденную запись превращения дома бабушки и дедушки в ее собственный, задаваясь вопросом о важности интимного пространства во время карантина. Почетные награды на этом фестивале получили: Ивона Германек, Сиро Баттилоро, Камила Альварес и Филиппо Бардацци.